# Whispering Pines (Caroline du Nord)
Whispering Pines est une ville américaine située dans le comté de Moore dans l'État de Caroline du Nord. En 2010, sa population était de 2 928 habitants.

## Démographie
| 1970 | 1980  | 1990  | 2000  | 2010  | - |
| ---- | ----- | ----- | ----- | ----- | - |
| 362  | 1 160 | 1 243 | 2 090 | 2 928 | - |

## Source de la traduction
- (en) Cet article est partiellement ou en totalité issu de l’article de Wikipédia en anglais intitulé « Whispering Pines, North Carolina » (voir la liste des auteurs).